# James Macpherson
James Macpherson (Ruthven, Tayside, 27 de outubro de 1736 - Belville, perto de Inverness, 17 de fevereiro de 1796) foi um poeta escocês. Ficou conhecido como tradutor do ciclo de poemas ossiânicos. 

## Vida
Macpherson estudou no King's College, Aberdeen a partir de 1753 e depois na Universidade de Edimburgo. Já nessa época ele escreveu alguns poemas; apenas alguns deles foram publicados, como The Highlander de 1758.
Ele é mais conhecido pelos Fragments of Ancient Poetry, publicado por Hugh Blair em 1760, que se tornou muito famoso como o trabalho de um cantor gaélico Ossian. Dizia-se que essas obras eram o registro de uma tradição oral gaélica muito antiga que ele coletou na Escócia. Na realidade, Macpherson havia escrito as obras ele mesmo. Mais tarde, ele publicou Fingal, an Ancient Epic Poem in Six Books (1761), Temora (1763) e The Works of Ossian (1765), também como supostos textos originais. As coleções logo foram traduzidas para outras línguas europeias e recebidas com euforia em todos os lugares. Por causa de seu entusiasmo sobre folclore ancestral e o homem natural, Macpherson tornou-se um dos pais fundadores do romantismo inglês ao lado de Edward Young e Thomas Gray. Embora a criação 'Ossiana' tenha sido logo reconhecida e denunciada como uma falsificação por estudiosos como Samuel Johnson, isso não repercutiu amplamente no público, que por muito tempo celebrou entusiasticamente as obras como um genuíno épico nacional que se tornou famoso em toda a Europa.
Em 1780 Macpherson tornou-se membro do Parlamento, cargo que ocupou até sua morte.

## Obras
- Fragments of Ancient Poetry collected in the Highlands of Scotland, (1760), ed. de Hugh Blair.
- Fingal, an Ancient Epic Poem in Six Books (1761).
- Temora (1763).
- The Works of Ossian (1765).
- Original Papers, containing the Secret History of Great Britain from the Restoration to the Accession of the House of Hanover (1775).